# Calista Liu
Calista Liu (18 de diciembre de 2005) es una deportista estadounidense que compite en natación sincronizada. Ganó tres medallas en el Campeonato Mundial de Natación, en los años 2023 y 2024.

## Palmarés internacional
| Campeonato Mundial | Campeonato Mundial | Campeonato Mundial | Campeonato Mundial |
| Año                | Lugar              | Medalla            | Prueba             |
| ------------------ | ------------------ | ------------------ | ------------------ |
| 2023               | Fukuoka (Japón)    | Medalla de plata   | Rutina acrobática  |
| 2024               | Doha (Catar)       | Medalla de bronce  | Equipo libre       |
| 2024               | Doha (Catar)       | Medalla de bronce  | Rutina acrobática  |